# Yakup Ramazan Zorlu
Yakup Ramazan Zorlu (* 26. März 1991 in Orléans) ist ein in Frankreich geborener türkischer Fußballspieler.

## Karriere
Zorlu begann seine Karriere in der Nachwuchsabteilung von Kartalspor und wurde ein Jahr später in dessen Profikader aufgenommen. Nachdem er zwei Spielzeiten lang beim Zweitligisten nur zu sporadischen Ligaeinsätzen gekommen war, wechselte er im Sommer 2011 zum Viertligisten Darıca Gençlerbirliği. Nach einem Jahr bei Darıca GB zog er zum deutschen Regionalligisten VfB Lübeck weiter. Nachdem er sich in der Hansestadt nicht durchsetzen konnte und nur vier Ligaspiele absolvierte, kehrte er Anfang 2013 in die Türkei zurück und heuerte beim Drittligisten Giresunspor an. Dort spielte er die nächsten eineinhalb Spielzeiten, ehe er im Frühjahr zum Erstligisten Kayseri Erciyesspor wechselte. Für die Rückrunde der Saison 2014/15 lieh ihn sein Verein an den Viertligisten Gölbaşıspor aus. Zur Rückrunde der Saison 2015/16 wechselte er zum Drittligisten İstanbulspor und im Sommer weiter zum Drittligisten Kahramanmaraşspor. Dort blieb er zwei Spielzeiten und es folgten die Stationen Fethiyespor und Pendikspor. Seit 2020 steht er erneut bei Kahramanmaraşspor unter Vertrag.